# Мандзюк Олег Андрійович
Мандзюк Олег Андрійович (4 травня 1976 року, с. Колона, Іваничівського району, Волинської області) — український науковець, аналітик, доктор юридичних наук, постійний член Європейської академії наук, мистецтв та літератури, професор Державного податкового університету, Президент федерації кікбоксингу України «ISKA», майстер спорту України, заслужений працівник фізичної культури і спорту України.

## Освіта
З липня 2013 по вересень 2014 рр. проходив навчання в Харківському державному університеті харчування та торгівлі, отримав кваліфікацію — економіст, за спеціальністю — облік і аудит.
З жовтня 2001 по жовтень 2002 рр. проходив навчання в Інституті управління Національної академії внутрішніх справ України, отримав кваліфікацію — магістр, за спеціальністю — управління у сфері правопорядку.
З 1994 по 1998 рр. навчався у Національній академії внутрішніх справ, отримав кваліфікацію — юрист, за спеціальністю − правознавство.
У 1993 році — закінчив із золотою медаллю Колонську середню школу Іваничівського району Волинської області.

## Наукова діяльність
У 2020 році захистив докторську дисертацію з проблем правового регулювання аналітичної діяльності в Україні (юридичні науки).
У 2014 році захистив кандидатську дисертацію з проблем правового режиму податкової інформації в Україні (юридичні науки).

## Громадська діяльність
З 2020 року — Голова Інституту глобальної аналітики.
У 2020 обрано постійним членом Європейської академії наук, мистецтв та літератури (м. Париж, Франція)[джерело?], яка поєднує понад 300 членів національних академій, 72 лауреатів Нобелівської премії з 54 країн.
З 2019 року — член Громадської ради з питань культури, молоді та спорту.
З 2017 року — заступник голови Асоціації фінансових розслідувань.
У 2016 році нагороджений орденом Апостола Андрія Первозванного Патріархом Філаретом, як головний благодійник зведення храму Петра і Павла у Волинській області у селі Волиця Іваничівського району, освячення якого відбулось 18 вересня 2016 року.
З 2015 року — Голова Інституту стратегічних ініціатив Глобальної організації союзницького лідерства (GOAL).
З 2015 року — партнер компанії «Спільна Перемога». Проекти: Алея зірок, Україна-НАТО, Публічна дипломатія. 
З 2012 року — заступник голови Спілки ветеранів та працівників силових структур «Звитяга».

## Професійна спортивна діяльність
- У грудні 2019 року переміг у номінації «Патріот рідного краю» на церемонії «Людина року Волині 2019»[10].
- 13 вересня 2019 року Президентом України Володимиром Зеленським було присвоєно звання «Заслужений працівник фізичної культури і спорту України»[11].
- З 2019 року — постійний член Ради директорів світової організації кікбоксингу «ISKA»[12] (Маямі, Флорида, США).
- У 2019 році національна збірна команда України на Чемпіонаті світу з кікбоксингу ISKA[13], який проходив 15-19 жовтня в м. Корк, Ірландія, посіла друге командне місце, здобувши 52 золоті медалі.
- У травні 2018 року спільно з Міністерством молоді і спорту організував та успішно провів Чемпіонат світу з кікбоксингу[14] у м. Києві, на якому національна збірна команда України здобула 47 золотих, 32 срібні, 22 бронзові[15] нагороди та посіла перше загальнокомандне місце.
- Ставши Президентом федерації кікбоксингу України «ISKA», починаючи з 2014 року, під його керівництвом національна збірна команда з кікбоксингу з року в рік підвищувала свої досягнення, посідаючи: у 2014 році — 9, у 2015 — 7, у 2016 — 5, у 2017 — 3, а у 2018 — перше загальнокомандне місце на Чемпіонатах світу[16].
- У грудні 2017 року Федерація виборола право провести Чемпіонат світу у Києві[17][18][19].
- У 2017 року національна збірна команда України з кікбоксингу на Чемпіонаті світу[17] з кікбоксингу ISKA, який проходив 3 червня 2017 року в м. Афіни, Греція, за участю 1150 спортсменів із 47 країн світу[18], посіла третє загальнокомандне місце, здобувши 61 нагороду, з яких 31 — вищого ґатунку.
- У 2016 році національна збірна команда України з кікбоксингу на Чемпіонаті світу з кікбоксингу ISKA[20], який проходив 22 травня 2016 року в м. Штутгарт, Німеччина, за участю 600 спортсменів із 42 країн світу, посіла п'яте загальнокомандне місце, здобувши 9 золотих, 13 срібних та 7 бронзових медалей!

## Публікації
Автор понад 50 наукових публікацій, з яких 4 монографії.
Активно публікується у мережі Інтернет, вітчизняних та закордонних друкованих виданнях, друкуючи науково-публіцистичні статті на теми: ролі аналітичних спільнот у формуванні європейської фіскальної політики, підготовки аналітиків для правоохоронних органів у вищих навчальних закладах, методики підготовки аналітичних документів, різноманітних компетенцій аналітиків у правоохоронних органах.

### Монографії
1. Мандзюк О. А. Аналітична діяльність в Україні: адміністративно-правові засади регулювання: монографія. Херсон: Видавничий дім «Гельветика», 2019. 488 с.
2. Мандзюк О. А. Стан та перспективи розвитку правового режиму податкової інформації в Україні: [монографія] / О. А. Мандзюк. — К. : Дорадо-Друк, 2015. — 192 с.
3. Мандзюк О. А. Правове регулювання аналітичної діяльності в Україні: [монографія] / О. А. Мандзюк, М. Г. Сабіна. — К. : Дорадо-Друк, 2015. — 312 с.
4. Мандзюк О. А. Правовий режим податкової інформації в Україні: [монографія] / В. А. Ліпкан, О. В. Шепета, О. А. Мандзюк / за заг. ред. В. А. Ліпкана.— К. : ФОП О. С. Ліпкан, 2015. — 440 с.